# Tontowi Ahmad
Tontowi Ahmad (ur. 18 lipca 1987 w Banyumas) – indonezyjski badmintonista, mistrz olimpijski z Rio de Janeiro w grze mieszanej w parze z Lilyaną Natsir, dwukrotny mistrz świata, srebrny medalista igrzysk azjatyckich, trzykrotny medalista mistrzostw Azji.

## Występy na igrzyskach olimpijskich
| Runda             | Partner        | Przeciwnik                                  | Wynik               | Osiągnięcie  |              |
| Gra mieszana      | Gra mieszana   | Gra mieszana                                | Gra mieszana        | Gra mieszana | Gra mieszana |
| ----------------- | -------------- | ------------------------------------------- | ------------------- | ------------ | ------------ |
| Faza grupowa      | Lilyana Natsir | Valiyaveetil Diju Jwala Gutta               | 21–16, 21–12        | 4. miejsce   |              |
| Faza grupowa      | Lilyana Natsir | Lee Yong-dae Ha Jung-eun                    | 21–19, 21–12        | 4. miejsce   |              |
| Faza grupowa      | Lilyana Natsir | Thomas Laybourn Kamilla Rytter Juhl         | 24–22, 21–16        | 4. miejsce   |              |
| Ćwierćfinał       | Lilyana Natsir | Michael Fuchs Birgit Michels                | 21–15, 21–9         | 4. miejsce   |              |
| Półfinał          | Lilyana Natsir | Xu Chen Ma Jin                              | 23–21, 18–21, 13–21 | 4. miejsce   |              |
| Mecz o 3. miejsce | Lilyana Natsir | Joachim Fischer Nielsen Christinna Pedersen | 12–21, 12–21        | 4. miejsce   |              |

| Runda        | Partner        | Przeciwnik                      | Wynik        | Osiągnięcie  |              |
| Gra mieszana | Gra mieszana   | Gra mieszana                    | Gra mieszana | Gra mieszana | Gra mieszana |
| ------------ | -------------- | ------------------------------- | ------------ | ------------ | ------------ |
| Faza grupowa | Lilyana Natsir | Robin Middleton Leanne Choo     | 21–7, 21–8   | 1. miejsce   |              |
| Faza grupowa | Lilyana Natsir | Bodin Issara Savitree Amitrapai | 21–11, 21–13 | 1. miejsce   |              |
| Faza grupowa | Lilyana Natsir | Chan Peng Soon Goh Liu Ying     | 21–15, 21–11 | 1. miejsce   |              |
| Ćwierćfinał  | Lilyana Natsir | Praveen Jordan Debby Susanto    | 21–16, 21–11 | 1. miejsce   |              |
| Półfinał     | Lilyana Natsir | Zhang Nan Zhao Yunlei           | 21–16, 21–15 | 1. miejsce   |              |
| Finał        | Lilyana Natsir | Chan Peng Soon Goh Liu Ying     | 21–14, 21–12 | 1. miejsce   |              |